# Šizue Kató
Šizue Kató (加藤 シヅエ, Kató Šizue, rozená Hirota, 2. března 1897 Tokio – 22. prosince 2001 Tokio) byla japonská feministka a jedna z prvních žen zvolených do japonského parlamentu. Vešla ve známost jako průkopnice hnutí za kontrolu porodnosti.

## Životopis
Narodila se 2. března 1897 do bohaté rodiny bývalých samurajů. Její otec, Ritaró Hirota byl úspěšný inženýr, který vystudoval na Tokijské univerzitě. Její matka, Tošiko Curumi, pocházela z významné a vzdělané rodiny. Otec často cestoval na Západ za prací, a proto byla Šizue od dětství zvyklá na západní věci. Ve věku 17 let se provdala za barona Keikičiho Išimota (石本恵吉), křesťanského humanistu, který se zajímal o sociální reformy. Byl synem generála Šinroku Išimota.

### Stěhování do Spojených států
Krátce po svatbě se přestěhovala s manželem do uhelného dolu Míke v Kjúšú. Po tři roky byli svědky příšerných podmínek, ve kterých zde pracovali muži i ženy. Následkem této zkušenosti bylo zhoršení zdraví obou manželů, což je v roce 1919 přivedlo ke stěhování do Spojených států. Zde se baron Išimoto začal odklánět od křesťanského humanismu a přiklonil se k radikálnějším komunistickým postojům. Šizue začala žít nezávisleji, protože její manžel odjel do Washingtonu jako poradce a tlumočník japonské delegace na konferenci Mezinárodní organizace práce. Šizue v této době žila v nájemním bytě a zapsala se na kurz pro sekretářky a kurz angličtiny. Také se začala stýkat se socialisty, kteří byli známí jejího manžela. To ji nakonec přivedlo k setkání s Margaret Sanger, které ji přivedlo k rozhodnutí založit po návratu do Japonska hnutí za kontrolu porodnosti.

### Návrat do Japonska a aktivismus
Po návratu do Japonska v roce 1921, nadále usilovala o ekonomickou nezávislost a začala propagovat osvětu v oblasti kontroly porodnosti. Získala práci soukromé sekretářky pro nadnárodní dobročinnou společnost YWCA, která primárně spočívala v seznamování západních návštěvníků s japonskou kulturou a lidmi. Také si otevřela obchod s přízí nazvaný Minerva Yarn Store, kde prodávala vlněné výrobky z dovozu.
Během této doby publikovala mnoho spisů na podporu snazšího přístupu žen k antikoncepci. Argumentovala, že problém narůstající japonské populace mohou vyřešit ženy. Věřila, že kontrola nad vlastní reprodukcí by ženám umožnila dosáhnout větší nezávislost a dovolila, aby v této věci ženy převzaly vedoucí úlohu. Jejím dalším argumentem bylo, že kontrola porodnosti pomůže obyvatelům Japonska lépe vychovat své děti. Domnívala se, že menší počet dětí by ženám dovoloval pro děti vytvořit lepší ekonomické příležitosti a lepší vzdělání.
Během tohoto období se seznámila s Kandžúem Kató, který se později stal jejím druhým manželem. Seznámili se v roce 1923, kdy jí Kató jako organizátor práce, zorganizoval přednášku pro horníky v měděném dole Ašio. Později se svým manželem rozvedla a v roce 1944 se provdala za Katóa.
V souladu s vlivem a vážeností eugeniky v první polovině 20. století, byla i Šizue podporovatelkou a věřila, že děti narozené dvěma zdravým rodičům se budou mít lépe, než děti narozené nemocným nebo slabým rodičům.
Pravicová pronatalistická japonská vláda ji v roce 1937 nechala zatknout za propagaci „nebezpečných myšlenek”, konkrétně za prosazování kontroly porodnosti a práva na potrat. Šizue strávila dva týdny ve vězení, což zapříčinilo i dočasný konec hnutí za kontrolu porodnosti v Japonsku, a to až do doby po 2. světové válce.

### Japonský parlament (1946–1974)
Šizue Kató byla první ženou, která se ucházela o místo v japonské vládě. Vedla kampaň v rámci socialistické platformy s důrazem na demokracii amerického typu. V roce 1946 byla zvolena do japonského parlamentu. Její kampaň byla postavena na plánovaném rodičovství a zlepšení ekonomických vyhlídek pro ženy. V roce 1946 napsala článek týkající se spojení mezi hnutím za kontrolu porodnosti a japonskou demokracií:
Dávat život mnoha dětem a nechávat jich mnoho zemřít – opakovat tak nerozumný způsob života povede japonské ženy k vyčerpání jejich mateřského těla, stejně jako ke zranění na duši a hmotným ztrátám pro rodinu… Bez osvobození a zlepšení postavení žen, není možné v Japonsku vybudovat demokracii. 
Ačkoli zpočátku doufala, že politická role žen poroste, brzy byla v převážně mužském parlamentu marginalizována. I přesto hledala jiné cesty, jak dosáhnout svých politických reforem. V roce 1946 se zasloužila o uspořádání prvního „čistě ženského” shromáždění v Tokiu, kde se protestovalo za větší ekonomické zdroje pro ženy.
I po svém odchodu z politiky Šizue pokračovala ve své politické činnosti. Pokračovala v přednáškách o feministických otázkách, a také nadále předsedala Japonské federaci pro plánované rodičovství.
V roce 1988 obdržela cenu Spojených národů v oblasti populace.
V roce 1996 Dr. Attiya Inayatullah na památku její práce zavedla Cenu Šizue Kató. Ta je určena „ženským skupinám, organizacím i jednotlivým ženám, které jsou aktivní ve směru zlepšení sexuálního a reprodukčního zdraví a práva pro ženy a stejně tak v posilování žen (tj. sociálně, ekonomicky, politicky, legislativně) v rozvojových zemích a/nebo v Japonsku”.

### Smrt
Šizue Kató zemřela 22. prosince 2001 ve věku 104 let. V jejím nekrologu na webu Mezinárodní federace pro plánované rodičovství, autor poznamenal, že „její úsilí stále přináší plody japonské společnosti, neboť se snížil počet potratů, snížila se kojenecká úmrtnost a úmrtnost matek a zároveň se zvýšilo používání antikoncepce na 80%. Japonský model plánování rodiny byl tak úspěšný, že přitahuje pozornost ostatních zemí jakožto fungující model”.

## Knihy
- Facing Two Ways: The Story of My Life (1935, Farrar and Rinehard, New York; v překladu: Tváří v tvář dvěma cestám: Příběh mého života). Editovaná verze pro děti vyšla pod názvem East Way, West Way: A Modern Japanese Girlhood (1936, Farrar and Rinehard, New York, ilustroval Fudži Nakamizo; v překladu: Východní cesta, západní cesta: Moderní japonské dětství dívek)
- Straight Road (1956, v překladu: Přímou cestou)
- Katō Shizue Hyakusai, (1997, v překladu: Šizue Kató stoletá)[7]